# Pierre-Joseph-Denis-Guillaume Faure
Pour les articles homonymes, voir Faure.
Pierre-Joseph-Denis-Guillaume Faure, né le 17 août 1726 au Havre, mort le 7 octobre 1818 dans la même ville, est un homme de loi et un homme politique de la Révolution française. 

## Biographie
D'abord officier de marine, il devient ancien avocat au Parlement de Rouen, maire-échevin et lieutenant général de police au Havre. 
En septembre 1792, alors qu'il est juge au tribunal du district du Havre, Faure est élu député du département de la Seine-Inférieure, le huitième sur douze, à la Convention nationale. 
Il siège sur les bancs de la Gironde. Lors du procès de Louis XVI, il vote la détention pendant la guerre et se prononce en faveur de l'appel au peuple et du sursis à l'exécution. En avril 1793, il vote en faveur de la mise en accusation de Jean-Paul Marat. En mai de la même année, il vote en faveur du rétablissement de la Commission des Douze. En octobre, ainsi que soixante-douze de ses collègues, pour avoir signé une protestation écrite contre l'arrestation des girondins le 2 juin, il est décrété d'arrestation et incarcéré. Tous sont libérés et réintégrés à leur poste en frimaire an III (décembre 1794).
Faure n'exerce pas d'autres responsabilités après son mandat à la Convention. 

## Œuvres
- Réflexions d'un citoyen sur la marine, 1759[7]
- Parallèle de la France et de l'Angleterre à l'égard de la marine, 1779

## Source principale
- Adolphe Robert, Gaston Cougny, Dictionnaire des parlementaires français de 1789 à 1889, Paris, Bourloton, 1889, tome 2, pp. 608-609